# Shannon Whirry
Shannon Whirry, née le 7 novembre 1964 à Green Lake dans le Wisconsin, est une actrice américaine.

## Biographie
Malgré des études dramatiques très sérieuses à l'American Academy for Dramatic Arts dans les années 1980, Shannon Whirry a d'abord joué dans des films érotiques au cours des années 1990. Elle s'est ensuite orientée vers des genres différents avec le déclin de ces films, et a enchaîné des petits rôles au cinéma et dans des séries télévisées comme Seinfeld ou Nash Bridges. Elle a eu un rôle plus important par la suite dans la série Mike Hammer, et est apparue dans le film Fous d'Irène (2000).

## Filmographie
- Justice sauvage (Out for Justice) (1991) : Terry Malloy
- Instincts animal (Animal Instincts) (1992) : Joanna Cole
- Eden (série télévisée, 1993) : amie de Lauren
- Body of Influence (1993) : Laura/Lana
- Les Dessous de Palm Beach (Silk Stalkings) (série télévisée)
  - épisode : Look the Other Way (1993) : Karen Daniels
  - épisode : Passion and the Palm Beach Detectives (1998) : Victoria Tremain alias Jenny Kravits
- Mirror Images II (1994) : Carrie/Terrie
- Animal Instincts 2 (1994) : Joanna Cole
- Lady in Waiting (1994) : Lori
- La Justice du Texas (Texas Justice) (téléfilm, 1995) : Rebecca
- Private Obsession (1995) : Emanuelle Griffith
- The Granny (1995) : Kelly
- 1995 : Une proie dangereuse (Dangerous Prey) de Lloyd A. Simandl : Robin
- Déclic charnel (Ringer) (TV) (1996) : Kristin/Tracy
- Playback (1996) : Karen Stone
- Exit (1996) : Diane
- Rétroaction (Retroactive) (1997) : Rayanne
- Murder One (série télévisée)
  - épisode : Chapter Ten, Year Two (1997) : Deborah Cummings
- Murphy Brown (série télévisée)
  - épisode : Blind Date (1997) : Amber
- Omega Doom (1997) : Zed, chef droïde
- Nash Bridges (série télévisée)
  - épisode : Moving Target (1997) : Suzanne
- Pacific Blue (série télévisée)
  - épisode : Ties That Bind (1997) : Kay McNeil
- Seinfeld (série télévisée)
  - épisode : The Butter Shave (1997) : fille douée
- Mike Hammer, Private Eye : Velda (26 épisodes, 1997-1998)
- Fatal Pursuit (1998) : Jill
- Le Jeu du prophète (The Prophet's Game) (1999) : Barb
- Active Stealth (1999) : Gina Murphy
- Air America (série télévisée)
  - épisode : Fear of Flying (1999) : Dr. Veronica Brady
- Le Successeur (Sons of Thunder) (série télévisée)
- *épisode : Daddy's Girl (1999) : Sabrina
- V.I.P. (série télévisée)
  - épisode : Why 2 Kay (1999) : Katherine Johnson
- Jeux d'influences (Lying in Wait) (2000) : Lois
- Fous d'Irène (Me, Myself & Irene) (2000) : jolie maman
- City of Angels (série télévisée)
  - épisode : Pick and Roll Over (2000) : Gina
  - épisode : Saving Faces (2000) : Gina
  - épisode : Smoochas Gracias (2000) : Gina
- Mach 2 (2001) : Shannon Carpenter
- Malcolm (Malcolm in the Middle) (série télévisée)
  - épisode : Evacuation (2001) : femme élégante
- Black Scorpion (série télévisée)
  - épisode : Face the Music (2001) : Vox Populi
- Felicity (série télévisée)
  - épisode : Boooz (2001) : Barb Jones
- Mike Hammer: Song Bird (2003) : Velda
- Urgences (ER) (série télévisée)
  - épisode : No Good Deed Goes Unpunished (2003) : Doreen Brant
- Jolene (2007) : professeur
- Everything Must Go (2010)